# Lutra Ipatis
Lutra Ipatis (gr. Λουτρά Υπάτης) – miejscowość w Grecji, w administracji zdecentralizowanej Tesalia-Grecja Środkowa, w regionie Grecja Środkowa, w jednostce regionalnej Ftiotyda, w gminie Lamia. W 2011 roku liczyła 403 mieszkańców. Jedna z greckich miejscowości uzdrowiskowych, znana ze swoich leczniczych źródeł od IV wieku p.n.e. Uzdrowisko rozwinęło się w XVIII wieku, kiedy powstały pierwsze hotele i centrum hydroterapeutyczne.